# Australian Juniors 2018
Das Australian Juniors 2018 als bedeutendstes internationales Nachwuchsturnier von Australien im Badminton fand vom 13. bis zum 16. September 2018 im Kingsway Indoor Stadium in Madeley in Perth statt.

## Sieger und Platzierte
| Disziplin    | Gold                         | Silber                   | Bronze                      |
| ------------ | ---------------------------- | ------------------------ | --------------------------- |
| Herreneinzel | Oscar Guo                    | Teoh Kai Chen            | Muhammad Affan Ahmad Atabek |
| Herreneinzel | Oscar Guo                    | Teoh Kai Chen            | Adam Jeffrey                |
| Dameneinzel  | Angela Yu                    | Roanne Apalisok          | Zecily Fung                 |
| Dameneinzel  | Angela Yu                    | Roanne Apalisok          | Shaunna Li                  |
| Herrendoppel | Teoh Kai Chen Dacmen Vong    | Jason Lee Jonathan Wong  | Joshua Feng Adam Jeffrey    |
| Herrendoppel | Teoh Kai Chen Dacmen Vong    | Jason Lee Jonathan Wong  | Julian Lee Hongyuan Wong    |
| Damendoppel  | Maggie Chan Jodee Vega       | Majan Almazan Kaitlyn Ea | Zecily Fung Kelly Xu        |
| Damendoppel  | Maggie Chan Jodee Vega       | Majan Almazan Kaitlyn Ea | Bernice Teoh Angela Yu      |
| Mixed        | Adam Jeffrey Roanne Apalisok | Dacmen Vong Janice Jiang | Dimitri Han Angela Yu       |
| Mixed        | Adam Jeffrey Roanne Apalisok | Dacmen Vong Janice Jiang | Ricky Tang Maggie Chan      |